# 柯克·紐文休斯
柯克·紐文休斯（Kirk Nieuwenhuis、1987年8月7日—）是一名美國職棒大聯盟的球員，現已退休。